# David Storrier
David Storrier (* 25. Oktober 1872 in Arbroath, Schottland; † 27. Januar 1910 ebenda) war ein schottischer Fußballspieler.

## Karriere und Leben
David Storrier wurde im Oktober 1872 in Arbroath an der Ostküste Schottlands geboren. Er begann seine Fußballkarriere in seiner Geburtsstadt beim FC Arbroath. Ab 1891 spielte er in der ersten Mannschaft des Vereins, die allerdings noch nicht am offiziellen Spielbetrieb der Scottish Football League teilnahm. Im Sommer 1893 wechselte Storrier nach England zum FC Everton. Bei den Toffees spielte er insgesamt fünf Jahre, größter Erfolg war dabei im Jahr 1897 das Erreichen des englischen Pokalfinales das gegen Aston Villa verloren wurde. Ein Jahr nach der Pokalniederlage unterschrieb Storrier im Mai 1898 einen Vertrag beim amtierenden schottischen Meister Celtic Glasgow. Die Glasgower zahlten dafür eine Rekordablösesumme von 320 £. Er debütierte für Celtic am 20. August 1898 im Ligaspiel der Saison 1898/99 gegen Third Lanark. Mit Celtic wurde er zweimal Pokalsieger. Im Jahr 1901 wechselte er für ein Jahr zum FC Dundee. Während eines Urlaubs traf er Bob Hunter den Trainer von Millwall Athletic (heute als FC Millwall bekannt), woraufhin er dorthin wechselte. Nach zwei Jahren in London kehrte er zurück nach Arbroath.
Im Jahr 1899 absolvierte Storrier drei Länderspiele für Schottland. Sein Debüt gab er am 18. März gegen Wales.
Er starb am 27. Januar 1910 im Alter von 37 Jahren in Arbroath.

## Erfolge
mit Celtic Glasgow:
- Schottischer Pokalsieger (2): 1899, 1900